# Баталин, Александр Ефимович
Александр Ефимович Баталин (ок. 1787 — не ранее 1846) — русский поэт.

## Биография
Из небогатых дворян Калужской губернии. В 1802 году поступил копиистом в Мосальское уездное казначейство и свыше 30 лет служил мелким чиновником в Калужской губернии, занимая должности канцеляриста (с 1809, Мосальский уездный суд), соляного пристава (с 1816, г. Мещовск), секретаря Мосалького городского магистрата (с 1820), секретаря Калужского губернского правления (с 1830). Дослужился до чина
коллежского асессора (1836). Имел 7 детей (к 1837); один из них, Фёдор Баталин (1823―1895), впоследствии редактор «Земледельческой газеты». Во вступительной заметке к балладам, помещённым в сборнике Баталина «Стихи и проза» (1828), он сетует на нужду, болезнь и несчастья.
Прозаическая часть книги Баталина ограничивается небольшой медитацией «Размышление при окончании года». Немногочисленные, но разнообразные по жанру (ода, романс, эпитафии, баллады, «В альбом…») стихи, как правило, представляют собой подражания Г. Р. Державину, А. Ф. Мерзлякову, В. А. Жуковскому, превращавшиеся порой в откровенные заимствования. аталину принадлежит также обширный стихотворный трактат «Послание к Урании против Послания к Урании Вольтера» (1829) ― защита попранных французским философом религиозных постулатов. В предисловии и примечаниях с выписками из философских сочинений Баталин излагает свою задачу: с помощью «разума» доказать, что «мысли Вольтера не противоречат учению христианской религии».